# بهشية غامضة
البَهْشِيِّة الغامضة (باللاتينية: Ilex occulta) نوع نباتي يتبع جنس البهشية من الفصيلة البهشية.
موطنها الصين.